# Maud Allan
Maud Allan, rozená Beulah Maude Durrant nebo Ulah Maud Alma Durran (27. srpna 1873 Toronto – 7. října 1956 Los Angeles) byla kanadsko-americká tanečnice, známá pro svůj „Tanec sedmi závojů”. Za první světové války čelila obvinění, že je lesbická špionka, za což se neúspěšně soudila pro pomluvu. 

## Životopis
Narodila se jako Ulah Maud Allan Durrant v Torontu v roce 1873 jako druhé dítě Williama Allana a Isabelly Durantových. Její o dva roky starší bratr byl Theodore Durrant (1871–1898). Maud milovala hru na piáno a byla velice hudebně nadaná. Její učitelkou byla v tehdejší době v Montréalu a v Torontu dobře známá slečna Lichenstein. V roce 1887 se spolu s matkou a bratrem přestěhovali do San Francisca v Kalifornii. Připojili se zde k otci, který se sem přestěhoval o tři roky dříve, aby zde zařídil život pro rodinu. V této době Maud stále cvičila hru na piáno a také vystupovala pro vlivné obyvatele San Francisca, mezi nimiž byl např. politik Adolph Sutro. O Sutrovi se říkalo, že byl jejím dědečkem a biologickým otcem její matky. Existuje dostatek důkazů, že je to pravda, protože rodina měla málo peněz, ale i přesto mohla syna Theodora posílat do soukromé internátní školy a dovolit si dům v bohaté sanfranciské čtvrti, který Sutro vlastnil. Maudina rodina se také aktivně angažovala v baptistické církvi při kostele Emmanuel Baptist Church, obzvláště pak její bratr Theodor, který byl asistentem správce církevní nedělní školy. Byl také zapsán na lékařskou fakultu Cooper Medical College. Maudin učitel klavíru Eugene Bonelli, ředitel hudební akademie San Francisco Grand Academy of Music, jí doporučil, aby pokračovala ve studiu hudby na Hochschule fur Musik v Berlíně. Přestože finanční situace rodiny byla napjatá, její matka naléhala, aby odjela do Evropy a pokračovala ve studiu. Matka a bratr Theodor plánovali, že se s ní v Německu setkají a budou spolu cestovat po Evropě, poté co Theodor dokončí studium medicíny.
Pouhých šest týdnů po jejím odjezdu do Německa, spáchal Theodor takzvaný „zločin století”. Byl obviněn a odsouzen za vraždu dvou mladých žen v baptistickém kostele. S bratrem se nemohla rozloučit, protože byl 7. ledna 1898 oběšen ve věznici San Quentin, zatímco Maud byla stále v Berlíně. Bratrovu smrt si dávala za vinu, protože věřila, že kdyby ho neopustila, vraždy by nespáchal. Poté vždy tvrdila, že bratr byl nevinný a zemřel zbytečně. Jeho smrt v Maud zůstala ještě mnoho let poté a spolu s matkou rozptýlily jeho popel po Evropě. Spekuluje se, že si Maud změnila příjmení na Allan, aby se distancovala od bratrových činů.

### Taneční kariéra
Svou taneční kariéru započala po setkání s Ferrucciem Busonim, ředitelem Meister-schüle ve Výmaru, kde studovala hru na piáno, poté co dokončila studium v Berlíně. Údajně, poprvé zatančila před Busonim, který byl jejím vystoupením nadšený a požadoval, aby se přestala věnovat piánu a začala se věnovat tanci. Jedním z Busoniových souputníků byl Marcel Remy, který se stal Maudiným agentem, manažerem a skladatelem. Její taneční debut byl 23. listopadu 1903 na jevišti ve Vídni. V této době jí bylo 30 let. Tančila na skladby Mendelssohna, Beethovena, Bacha, Schumanna, Chopina, Schuberta, a Debussyho. Po celých pět let se svým tanečním turné cestovala po evropských městech jako Lutych, Brusel, Berlín, Lipsko a Kolín nad Rýnem. Tyto roky byly rozhodující pro upevnění její taneční kariéry a legitimaci mezi dalšími tanečnicemi jako byly Isadora Duncan a Ruth St. Denis.

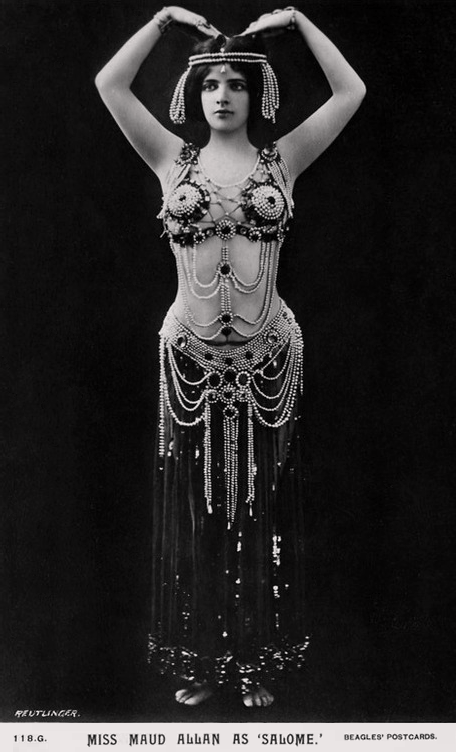
Maud Allan jako Salome (foto: Léopold-Émile Reutlinger)

Představení, které Maud vyneslo na vrchol evropské taneční scény, bylo Vidění Salome, které mělo premiéru v prosince 1906 ve Vídni. Bylo inspirováno hrou Oscara Wildea Salome, kterou poprvé viděla v roce 1904 s Marcelem Remym. Hra se soustředí na Salome, nevlastní dceru krále Héroda, a její city k Jokanaanovi (Janu Křtiteli), který byl jejím nevlastním otcem uvězněn. Poté co Jokanaan odmítne její návrhy protože je „dcerou Sodomy”, zatančí „Tanec sedmi závojů” výměnou za cokoli, co chce od svého nevlastního otce. Po tanci žádá Jokanaanovu hlavu. I přes otcův odpor, dostane co si přeje, a Jokanaan zemře. Maud napadlo, že hlavní roli by bylo možné vyjádřit lépe jiným prostředkem, a tak vznikl nápad na přestavení Vidění Salome, k němuž Remy vytvořil hudbu. Recenze k jejímu tanci byly vesměs kritické. Podle nich moc nepřispěla k existující kultuře, kterou vytvořila Isadora Duncan, a bylo evidentní, že Maud nezískala profesionální taneční vzdělání. Část dvacetiminutového představení, která skutečně zaujala, spočívala v šokování diváků. Maud tančila s obnaženou horní částí těla, kterou zakrývaly pouze složité šperky. Pro tanec nahoře bez se rozhodla protože věřila, že její tělo je jejím nástrojem, a že žádní jiní umělci své nástroje při tvorbě nezakrývají. V představení figurovala také realistická uťatá hlava Jana Křtitele vytvořená z vosku, která diváky časo děsila. Hlava si získala pozornost médií pro svou hrůznost a absurditu. Díky této mediální pozornosti se zpráva o Maud Allan a jejím „Tanci sedmi závojů” dostala do celé Evropy. Maud s tancem absolvovala turné po různých místech Evropy, včetně Paříže, Prahy, Budapešti, Mnichova a Lipska.
Dalším výrazným krokem v její taneční kariéře bylo vystoupení s Vidění Salome v Londýně v roce 1908, kde bylo předvádění biblických postav na jevišti ilegální. Své „dobývání Londýna” zahájila dvoutýdenním hostováním v divadle Palace Theatre. Tato představení z ní přes noc udělala senzaci v regionu a posunula ji v Anglii do vyšší společnosti. V Londýně vystupovala ještě 18 měsíců. Představení Vidění Salome odehrála 250krát.
V roce 1909 se rozhodla, že jejím dalším cílem bude Moskva a Petrohrad v Rusku. Mnohé recenze ji přirovnávaly k Isadoře Duncan a kritizovaly její nedostatečnou vyrovnanost ve srovnání s Duncan. Recenze vyzdvihovaly její vášeň a snahu, ale ruské publikum toužilo po větší profesionalitě a pohybové čistotě. Mezi její nejvýznamnější hosty patřili ruský car a carevna.

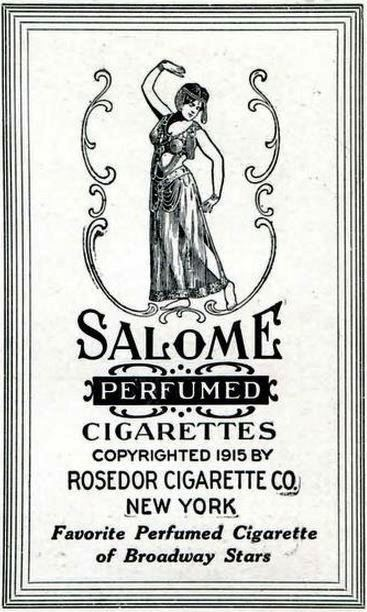
Reklam na obalu parfémovaných cigaret zobrazující tančící Maud Allan (1921)

Následujícího roku začala turné ve Spojených státech v Bostonu. Šest týdnů předtím, byla do Londýna vyslána tanečnice jménem Gertrude Hoffman, aby zde nastudovala představení Maud Allan a předvedla ho v New Yorku. Mnoho divadel ve Spojených státech pak kvůli Hoffman zakázalo představení Vidění Salome. To však nakonec fungovalo ve prospěch Maud Allan, protože mnoho lidí zajímalo, proč bylo představení zakázáno, což způsobilo velký zájem, tam kde jí vystupování bylo dovoleno. Deník The New York Times nazval tento národní zájem „Salománií”, což Maud vyneslo mezi mezinárodní hvězdy. Se svým turné zavítala do New Yorku, Chicaga, Filadelfie, Washingtonu, Milwaukee, Cincinnati, Kansas City, San Francisca, Oaklandu, Los Angeles, Atlanty, Sacramenta, Stocktonu, San José, Rochesteru a San Diega.
Poté, co se vrátila z turné ve Státech do Londýna, pověřila Debussyho, aby vytvořil hudbu k novému představení, které vytvořila pod názvem Khamma. Mělo v jejím programu nahradit Vidění Salome. Příběh se zaměřuje na egyptskou tanečnici Chammu, která se obětovala bohu Amonovi. Khamma bylo mnohem ambicióznější než Vidění Salome, protože zahrnovalo další tanečníky. Maud řídila choreografii, celou symfonii a pravděpodobně i zpěváky. V roce 1911 začala spolupracovat s Debussym a zároveň nadále vystupovala v Londýně.
V letech 1912–1915 cestovala do jižní Afriky, Indie, na Dálný východ a do Australasie, kde vystupovala s čísly svého stávajícího repertoáru. Její vystoupení byla publikem i kritikou vesměs kladně přijata, ale ostré kulturní rozdíly a náboženská nesnášenlivost vůči neslušnosti vyvolaly v tisku určitý rozruch.
Koncem roku 1915 se vrátila do Spojených států, aby pobývala u svých rodičů v Los Angeles. Zde se objevila v němém filmu The Rug Maker's Daughter (1915), kde předvedla části z Vidění Salome. V roce 1916 zahájila další severoamerické turné, které však skončilo katastrofou. Vedením turné pověřila svého přítele a manažera Charlese Macmillena, který vedl Koncertní agenturu Maud Allan v New Yorku. Aaby toto turné bylo mnohem propracovanější než předchozí, najala si vlastní orchestr a skupinu tanečníků. Dne 28. září 1916 zahájila turné v Albany. Poté se dostala až do Kanady. Turné však ztroskotalo kvůli nedostatku finančních prostředků. Zakončila jej v dubnu 1917 cestou do New Yorku, kde dva týdny vystupovala v Palace Thetre. Druhý týden uvedla představení Vidění Salome, které bylo kritikou odmítnuto a již nikdy nebylo uvedeno.

### Žaloba pro pomluvu a pozdější roky
V roce 1918 se vrátila do Londýna a ztvárnila hlavní roli Salome v inscenaci Jacka Griena Salome Oscara Wildea. Grienova hra nebyla veřejným představením, a vyžadovala, aby se na ni patroni přihlásili, aby obešli zákon, podle něhož se biblické postavy nesměly zobrazovat v umění. Toto představení přimělo britského poslance Noela Pembertona Bilinga, aby ve svém vlastním časopise Vigilante publikoval článek nazvaný „Kult klitorisu”, který Maud Allan obvinil z lesbické spolupráce s německými válečnými spiklenci. Přestože vztahy mezi ženami stejného pohlaví nikdy nebyly v Anglii nezákonné, v celé společnosti byly považovány za zavrženíhodné. Billing spekuloval, že mnozí účastníci z „Černé knihy”, kde byla zaznamenána jména žadatelů, byli homosexuálové, kteří zastávali vysoké společenské postavení. Domníval se, že lidé ze seznamu, byli vydíráni německou vládou za to, že jsou homosexuálové, a shromažďovali informace o britské vysoké společnosti výměnou za to, že Němci budou tajit jejich sexualitu.
Maud Billinga zažalovala pro pomluvu na základě skutečností zveřejnění hanlivého článku o Maud Allan a Grienovi a uvedení obscénních výrazů v článku. Soudní proces se stal celostátním zpravodajstvím a trval 5–6 dní. Billings zastupoval sám sebe a na obhajobu předvolal vysoce postavené svědky, včetně Eileen Villiers-Stewart, která byla jeho milenkou. Předložil také důkazy o nepříčetnosti Maud Allan prostřednictvím důkazů, zdůrazňujících soudní proces s jejím bratrem Theodorem a jeho následnou popravu. Odůvodnil to tím, že Maudino šílenství je dědičné. Maud uvedla, že o Salome věděla jen málo, ale myslela si, že Oscar Wilde byl velký umělec. Soudce se nezabýval ani tak žalobou pro urážku na cti, jako spíše tím, jak se Wildeova hra vůbec dostala na jeviště. Porota shledala Billinga nevinným. Případ vyvolal intenzivní veřejný dohled nad hrou Oscara Wildea i samotné Maud Allan. Soudní proces a veřejné protesty proti Allan přispěly mimo jiné ke konci její kariéry v Evropě.
Maud se po procesu vrátila do Ameriky, aby byla po otcově smrti se svou matkou. V roce 1920 se rozhodla vyjet na turné po Jižní Americe a vzít svou matku s sebou. Během následujícího desetiletí ještě několikrát vystoupila v Londýně, Bruselu, Paříži, San Francisku a Los Angeles, přičemž v tisku o ní bylo jen málo významných zmínek. V roce 1928 se s matkou přestěhovala do Londýna a strávila s ní následující dva roky, až do matčiny smrti v roce 1930. Po matčině smrti založila taneční školu West Wing School of Dancing, kde vyučovala tanec znevýhodněné děti v Londýně a další soukromé žáky. Škola se nakonec dostala do finančních potíží kvůli nedostatku finančních prostředků.
V roce 1936 naposledy veřejně vystoupila v Los Angeles v Redlands Community Music Association. V roce 1942 opustila taneční školu West Wing School of Dancing poté, co byla poškozena bombou. Stala se dobrovolnou řidičkou sanitky Červeného kříže. Následujícího roku se přestěhovala do Los Angeles a 13 let pracovala jako kreslička ve společnosti Macdonald Aircraft v Santa Monice. Dne 7. října 1956 zemřela v domově důchodců.

## Sexuální orientace
Maud Allan nikdy neprozradila svou přesnou sexuální orientaci, kvůli společenským normám, ale existuje dostatek důkazů pro závěr, že se během svého života stýkala se ženami, zejména s Margot Asquith a Vernou Aldrich. Asquith byla v letech 1908–1916 provdána za Herberta Henryho Asquitha, premiéra Spojeného království. Od roku 1910 Margot Asquith platila dvacet let Maud byt s výhledem na Regent's Park. Její vztah s Maud upevnil názor mnoha londýnských prominentů z vyšších vrstev, že je sexuálně divergentní. Po Herbertově smrti v roce 1928 přestala Margot platit za Maudin byt a Maud si začala románek se svou sekretářkou Vernou Aldrich. Ta byla Maudinou sekretářkou v době, kdy pracovala v Londýně v taneční škole West Wing School of Dance, a žila s Maud deset let v jejím bytě v Regent's Park. Byla také o dvacet let mladší než Maud, což Maud umožňovalo, aby Vernu citově týrala svými požadavky a paranoiou. V roce 1930 Verna dostala nabídku k sňatku od ovdovělého muže, což vedlo k tomu, že Maud dostala záchvat vzteku a vyhrožovala jí, že ji odhalí jako lesbičku a pak spáchá sebevraždu. Navíc poté, co Margot Asquith přestala platit za její byt, Maud přiměla Vernu, aby platila nájem. Poté, co Verně došly peníze, Maud vyhledala její bohaté příbuzné, aby ji financovali. Jejich vztah formálně skončil, když Maud Vernu obvinila, že ji okradla, a pohrozila jí žalobou. I poté Maud žila v bytě v Regent's Park, až do jeho bombardování při Blitzkriegu.